# Lingbi
Lingbi (chiń. upr. 灵璧县; chiń. trad. 靈璧縣; pinyin Língbì Xiàn) – powiat w południowej części prefektury miejskiej Suzhou w prowincji Anhui w Chińskiej Republice Ludowej. Liczba mieszkańców powiatu, w 2010 roku, wynosiła 975 308.